# Matjiesrivier (natuurreservaat)
Matjiesrivier is een natuurreservaat in de Zuid-Afrikaans provincie West-Kaap. Sinds 2014 is het erkend als Werelderfgoed door de UNESCO.
Het reservaat ligt op de overgang van twee biomen: het fynbos en het vetplantenbioom van de Karoo. Het is daarmee een vrij droge streek in het gebergte van de Cederberg, die in de zomer flink heet kan zijn. Het ruige rotsige gebied is geschikt voor alpinisten en wandelaars, maar is ook van archeologische en artistieke waarde, vooral vanwege de Stadsaal, een grot waarin rotsschilderingen van de Bosjesmannen bewaard gebleven zijn. Ze beelden olifanten uit.
Door het vrij koude klimaat in de winter duurt het bloeiseizoen vrij lang (tot eind oktober) en kan de bezoeker dus genieten van een indrukwekkende bloemenzee. Ook vogelliefhebbers komen aan hun trekken. Er broeden onder andere zwarte arenden.

Gebieden met hominide-fossielen van Zuid-Afrika ·
iSimangoliso moeraslandpark ·
Robbeneiland · 
uKhahlamba / Drakensbergen park ·
Cultuurlandschap Mapungubwe ·
Beschermde gebieden van de Floraregio van de Kaap ·
Vredefortkrater ·
Cultureel en botanisch landschap van Richtersveld ·
Cultuurlandschap van de Khomani · 
Mensenrechten, bevrijding en verzoening: Nelson Mandela herdenkingssites · 
De opkomst van modern menselijk gedrag: de pleistocene bezettingsplaatsen van Zuid-Afrika